# Rajd Barbórka 2021
59 Rajd Barbórka – 59. edycja Rajdu Barbórki. Był to rajd samochodowy rozgrywany od 3 do 4 grudnia 2021 roku. Bazą rajdu było miasto Warszawa. Rajd obejmował sześć odcinków specjalnych.

## Lista startowa[1]
Poniższa lista spośród 96 zgłoszonych zawodników obejmuje tylko wybranych zawodników startujących w rajdzie w klasie R1.
| Nr. | Kierowca              | Pilot                 | Samochód                    | Klasa |
| --- | --------------------- | --------------------- | --------------------------- | ----- |
| 1   | Kajetan Kajetanowicz  | Maciej Szczepaniak    | Škoda Fabia Rally2 evo      | R1    |
| 2   | Mikołaj Marczyk       | Szymon Gospodarczyk   | Škoda Fabia Rally2 evo      | R1    |
| 3   | Wojciech Chuchała     | Sebastian Rozwadowski | Škoda Fabia Rally2 evo      | R1    |
| 4   | Kacper Wróblewski     | Jakub Wróbel          | Subaru Impreza WRX STi 4 D  | R1    |
| 5   | Adrian Chwietczuk     | Daniel Siatkowski     | Škoda Fabia Rally2 evo      | R1    |
| 6   | Maciej Lubiak         | Anna Lubiak           | Škoda Fabia Rally2 evo      | R1    |
| 7   | Łukasz Kabaciński     | Michał Kuśnierz       | Škoda Fabia Rally2 evo      | R1    |
| 8   | Łukasz Byśkiniewicz   | Adam Jędraszek        | Hyundai i20 R5              | R1    |
| 9   | Jarosław Szeja        | Marcin Szeja          | Hyundai i20 R5              | R1    |
| 10  | Jan Dohnal            | Ivo Vybíral           | Škoda Fabia Rally2 evo      | R1    |
| 11  | Zbigniew Staniszewski | Gracjan Duda          | Ford Fiesta R5 2ltr         | R1    |
| 12  | Michał Ratajczyk      | Jędrzej Szcześniak    | Mitsubishi Lancer Evo IX    | R1    |
| 14  | Radosław Typa         | Paweł Pochroń         | Ford Fiesta Rally3          | R1    |
| 15  | Jarosław Kołtun       | Ireneusz Pleskot      | Ford Fiesta Rally2          | R1    |
| 16  | Adam Sroka            | Patryk Kielar         | Ford Fiesta Rally3          | R1    |
| 17  | Grzegorz Bonder       | Jakub Gerber          | Volkswagen Polo GTI R5      | R1    |
| 18  | Marek Nowak           | Jacek Spentany        | Ford Fiesta R5              | R1    |
| 19  | Michał Tochowicz      | Piotr Białowąs        | Hyundai i20 R5              | R1    |
| 20  | Marcin Kowal          | Sebastian Lenkowski   | Mitsubishi Lancer Evo IX R4 | R1    |
| 21  | Hubert Maj            | Magdalena Kisiel      | Ford Fiesta R5              | R1    |
| 22  | Stefan Karnabal       | Kamil Heller          | Mitsubishi Lancer Evo V     | R1    |
| 23  | Przemysław Pieniążek  | Łukasz Włoch          | Škoda Fabia R5              | R1    |

## Zwycięzcy odcinków specjalnych[2]
| Dzień     | Numer odcinka | Nazwa odcinka               | Długość | Zwycięzca odcinka    | Samochód               | Czas    | Lider rajdu          |
| --------- | ------------- | --------------------------- | ------- | -------------------- | ---------------------- | ------- | -------------------- |
| 3 grudnia | OS1           | SZNAJDER Batterien Pruszków | 3,60 km | Kajetan Kajetanowicz | Škoda Fabia Rally2 evo | 2:53,68 | Kajetan Kajetanowicz |
| 4 grudnia | OS2           | Tor SŁOMCZYN I              | 3,85 km | Kajetan Kajetanowicz | Škoda Fabia Rally2 evo | 2:56,26 | Kajetan Kajetanowicz |
| 4 grudnia | OS3           | Tor SŁOMCZYN II             | 3,85 km | Kajetan Kajetanowicz | Škoda Fabia Rally2 evo | 2:56,83 | Kajetan Kajetanowicz |
| 4 grudnia | OS4           | Tor SŁUŻEWIEC I             | 5,38 km | Kajetan Kajetanowicz | Škoda Fabia Rally2 evo | 4:07,47 | Kajetan Kajetanowicz |
| 4 grudnia | OS5           | Tor SŁUŻEWIEC II            | 5,38 km | Kajetan Kajetanowicz | Škoda Fabia Rally2 evo | 4:05,97 | Kajetan Kajetanowicz |
| 4 grudnia | OS6           | Autodrom BEMOWO DUET        | 1,78 km | Kajetan Kajetanowicz | Škoda Fabia Rally2 evo | 1:35,21 | Kajetan Kajetanowicz |

## Wyniki rajdu[3]
| Miejsce | Kierowca             | Pilot                 | Samochód               | Czas     | Strata   | Grupa Klasa |
| ------- | -------------------- | --------------------- | ---------------------- | -------- | -------- | ----------- |
| 1       | Kajetan Kajetanowicz | Maciej Szczepaniak    | Škoda Fabia Rally2 evo | 18:35,42 | –        | R1          |
| 2       | Mikołaj Marczyk      | Szymon Gospodarczyk   | Škoda Fabia Rally2 evo | 18:56,51 | +21,09   | R1          |
| 3       | Michał Ratajczyk     | Jędrzej Szcześniak    | Škoda Fabia Rally2 evo | 19:15,18 | +39,76   | R1          |
| 4       | Wojciech Chuchała    | Sebastian Rozwadowski | Škoda Fabia Rally2 evo | 19:16,79 | +41,37   | R1          |
| 5       | Jarosław Szeja       | Marcin Szeja          | Hyundai i20 R5         | 19:17,52 | +42,10   | R1          |
| 6       | Maciej Lubiak        | Grzegorz Dachowski    | Škoda Fabia Rally2 evo | 19:25,40 | +49,98   | R1          |
| 7       | Adrian Chwietczuk    | Daniel Siatkowski     | Škoda Fabia Rally2 evo | 19:40,45 | +1:05,03 | R1          |
| 8       | Marek Nowak          | Jacek Spentany        | Ford Fiesta R5         | 19:40,73 | +1:05,31 | R1          |
| 9       | Łukasz Kabaciński    | Michał Kuśnierz       | Škoda Fabia Rally2 evo | 19:44,75 | +1:09,33 | R1          |
| 10      | Adam Sroka           | Patryk Kielar         | Ford Fiesta Rally3     | 19:45,35 | +1:09,93 | R1          |

## Kryterium Asów na Karowej[4]
Odcinek specjalny na ulicy Karowej w Warszawie to zawsze ostatnia próba Rajdu Barbórki, która nie jest zaliczana do klasyfikacji generalnej. W tym roku do startu w kryterium dopuszczonych było 45 załóg.
| Miejsce | Kierowca             | Pilot                 | Samochód               | Czas    | Strata | Grupa Klasa |
| ------- | -------------------- | --------------------- | ---------------------- | ------- | ------ | ----------- |
| 1       | Kajetan Kajetanowicz | Maciej Szczepaniak    | Škoda Fabia Rally2 evo | 1:54,14 | –      | R1          |
| 2       | Mikołaj Marczyk      | Szymon Gospodarczyk   | Škoda Fabia Rally2 evo | 1:55,59 | +1,45  | R1          |
| 3       | Michał Ratajczyk     | Jędrzej Szcześniak    | Škoda Fabia Rally2 evo | 1:56,77 | +2,63  | R1          |
| 4       | Jarosław Szeja       | Marcin Szeja          | Hyundai i20 R5         | 1:58,23 | +4,09  | R1          |
| 5       | Łukasz Kabaciński    | Michał Kuśnierz       | Škoda Fabia Rally2 evo | 1:59,71 | +5,57  | R1          |
| 6       | Wojciech Chuchała    | Sebastian Rozwadowski | Škoda Fabia Rally2 evo | 1:59,76 | +5,62  | R1          |
| 7       | Łukasz Byśkiniewicz  | Adam Jędraszek        | Hyundai i20 R5         | 2:00,35 | +6,21  | R1          |
| 8       | Adam Sroka           | Patryk Kielar         | Ford Fiesta Rally3     | 2:02,19 | +8,05  | R1          |
| 9       | Marek Nowak          | Jacek Spentany        | Ford Fiesta R5         | 2:02,49 | +8,35  | R1          |
| 10      | Maciej Lubiak        | Grzegorz Dachowski    | Škoda Fabia Rally2 evo | 2:02,79 | +8,65  | R1          |